# 大納潘尼
大納潘尼（英語：Greater Napanee）是加拿大安大略省東南部一鎮，位於倫諾克斯和阿丁頓縣西南角安大略湖和昆提灣沿岸，為該縣的縣治，離多倫多以東約223公里，京士頓以西約45公里。據2011年加拿大人口普查所示，大納潘尼有15511名居民。
大納潘尼於1998年1月1日成立，由下列鄉鎮合併而成：
- 納潘尼鎮（Town of Napanee）
- 阿道弗斯敦鄉（Township of Adolphustown）
- 北弗雷德里克斯堡鄉（Township of North Fredericksburgh）
- 南弗雷德里克斯堡鄉（Township of South Fredericksburgh）
- 列治文鄉（Township of Richmond）

## 交通
大納潘尼坐落魁北克市-溫莎走廊之上，安大略401號省道和維亞鐵路皆貫穿大納潘尼，向西通往多倫多、倫敦和溫莎，向東通往京士頓和魁北克省；33號省道則途經大納潘尼南部安大略湖沿岸，向西通往愛德華王子縣，向東通往京士頓。安大略2號省道過去亦途經此處，曾是此帶的主要東西向幹道，其省道資格於1990年代末取消並下放予倫諾克斯和阿丁頓縣政府管理，成為2號縣道。鎮内其他縣級道路包括1號、3號、5號、8號、9號、10號、11號、12號、21號、22號、25號和41號縣道。

## 著名人物
- 艾薇兒·拉維尼，歌手

## 外部連結
- 维基共享资源上的相關多媒體資源：大納潘尼
- （英文）Greater Napanee（页面存档备份，存于）－大納潘尼鎮政府官方網站